# Tofana (hockey su ghiaccio)
Il Tofana è stata una squadra di hockey su ghiaccio di Cortina d'Ampezzo. Era la vecchia seconda squadra dell'SG Cortina, il Cortina II, che si staccò formalmente dalla società madre nel 1948, quando partecipò al suo primo e unico campionato di serie A (stagione 1948/49) senza di fatto parteciparvi in quanto dette forfait in tutte le partite che doveva disputare. La stagione successiva verrà rimpiazzata in serie A dall'HC Auronzo.